# 舊科扎切
46°20′16.1″N 29°59′2.85″E / 46.337806°N 29.9841250°E

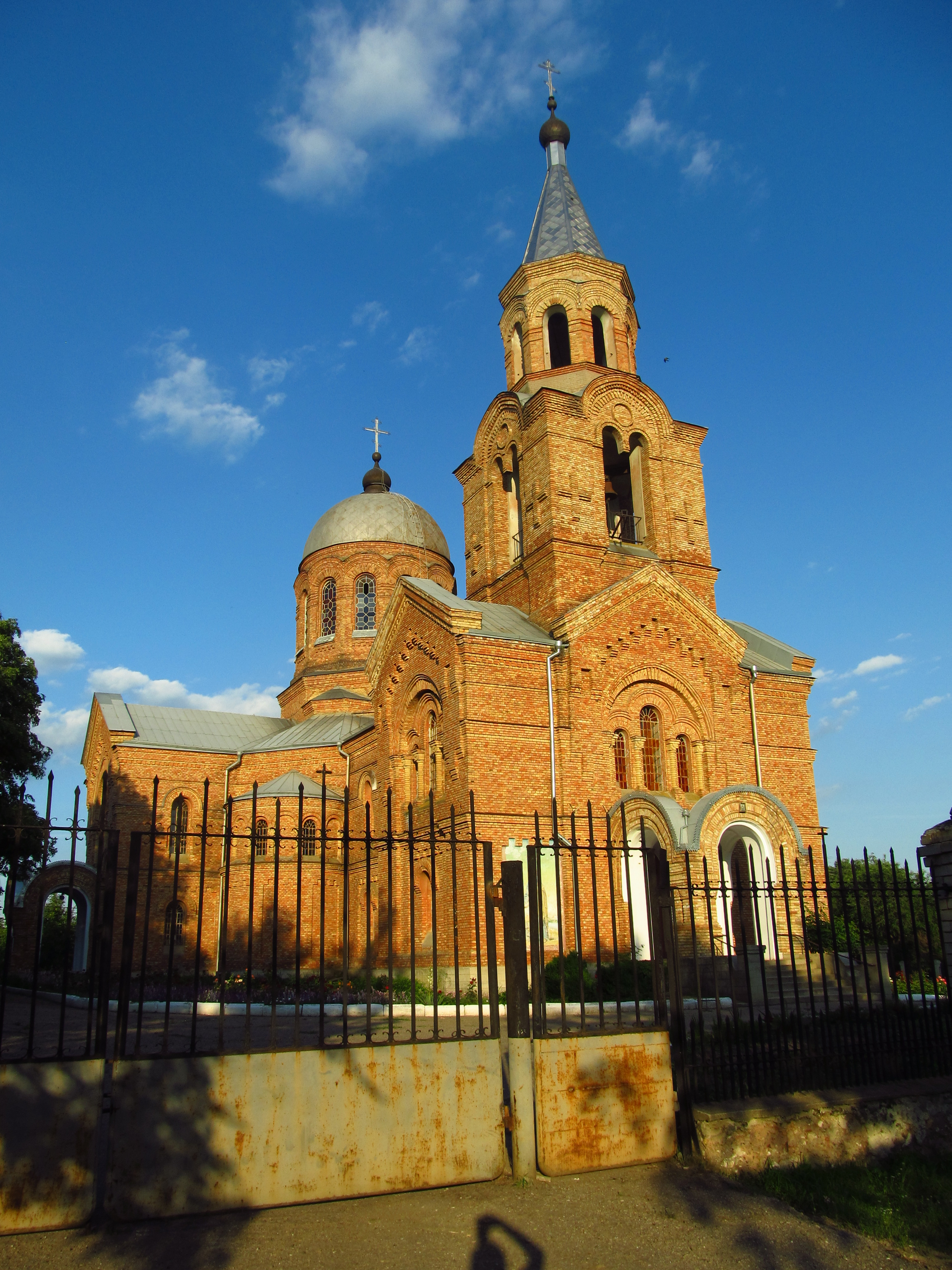

舊科扎切（烏克蘭語：Старокозаче）是位於烏克蘭西南部的村莊，由敖德萨州裡比爾霍羅德-德涅斯特羅夫斯基區的舊科扎切市鎮負責管轄，並為該市鎮的行政中心。該村始建於1824年，面積5.24平方公里，海拔高度95米，2001年人口5,278，人口密度每平方公里1,007人。